# تو ليت فور لاف
«تو ليت فور لاف» (بالإنجليزية: Too Late for Love)‏ هي أغنية بالاد من عام 1983 لفرقة الهارد روك البريطانية ديف ليبارد من ألبومها بايرومانيا. عندما أُصدرت كأغنية منفردة، وصلت للمرتبة التاسعة على لائحة الروك السائد.
أُخذ الفيديو الموسيقي، الذي تم تصويره في ديسمبر 1983، من حلقة خاصة موسيقية لعيد الميلاد بعنوان سوبرسونيك. وفقاً للنص التعليقي في الفيديو هستوريا. تم تصوير الغناء بعد التجوال مع إلتون جون وميت لوف مع شرب الشامبانيا. مع ذلك، أبرز الفيديو نسخة معدلة من الأغنية مع إزالة عدة مقاطع من الأغنية بما فيها قسم الإيتار الذي يبدأ عند 3:28 في النسخة الأصلية وينتهي عند 3:38. المدة الكاملة للنسخة المعدلة هي 3:23 بينما مدة الأغنية الأصلية هي 4:30.

## قائمة الأغاني
1. «تو ليت فور لاف»
2. «فولين»
3. «هاي 'ن' دراي (ساترداي نايت)»